# توراگ (داغستان)
توراگ (به لاتین: Turag) یک منطقهٔ مسکونی در روسیه است که در داغستان واقع شده‌است.